# Среди миров
«Среди́ миро́в» — стихотворение из восьми строк, написанное русским поэтом Иннокентием Анненским в 1901 году. Впервые опубликовано в книге стихотворений «Кипарисовый ларец» в 1910 году. Относится к жанру литературной миниатюры, наследует поэтическую манеру А. С. Пушкина и Ф. Тютчева. Построено на принципах отсутствия однозначной смысловой определённости и отрицания элементарной логики для утверждения более сложных семантических связей. Получило множество интерпретаций, центральный образ Звезды трактовался предельно широко — от астрономических объектов до возлюбленной лирического героя и абстрактных (символических) категорий. Стихотворение является одним из наиболее известных произведений автора, получило широкую популярность после исполнения в качестве романса А. Вертинским в начале XX века. Позже входило в репертуар многочисленных исполнителей и музыкантов, нашло неоднократные отражения в поэтическом творчестве. Строки стихотворения включались в сборники цитат из произведений русской литературы, закрепились в обиходном языке.

## Автографы
(Отрывок)

Среди миров, в мерцании светил

Одной Звезды я повторяю имя…

Не потому, чтоб я Её любил,

А потому, что я томлюсь с другими.

<…>
Стихотворение было написано в 1901 году в Царском Селе (сегодня — город Пушкин) в период, когда Иннокентий Анненский служил директором Императорского Царскосельского лицея. Впервые опубликовано уже после смерти автора во втором поэтическом сборнике «Кипарисовый ларец» (раздел «Размётанные листы», номер стихотворения — 151), выпущенном в апреле 1910 года издательством «Гриф». Подготовкой рукописи к изданию (сортировкой автографов и списков и окончательной компоновкой сочинений) занимался сын поэта В. Кривич по поручению отца. Известен также план «Кипарисового ларца», подготовленный самим Анненским зимой или весной 1909 года, содержавший большее количество стихотворений с другой их группировкой — он был впервые издан в 1987 году издательством «Правда». Советский и российский филолог, один из крупнейших исследователей творчества Анненского, А. Фёдоров считал выражением последней авторской воли поэта именно издание 1910 года. По свидетельству Фёдорова, в Российском государственном архиве литературы и искусства в настоящее время хранятся два автографа стихотворения «Среди миров», один датирован 1901 годом, второй — содержит незначительные разночтения. В первых двух изданиях подготовленной им книги «Стихотворений и трагедий» Анненского (1939 и 1959) стихотворение напечатано по автографу 1901 года.
В 1986 году в издательстве «Советский писатель» выпущен сборник «День поэзии 1986», в котором был впервые опубликован автограф стихотворения «Среди миров», датированный 3 апреля 1909 годом с пометкой «ЦС» (Царское Село). В комментарии к автографу было указано, что он хранится в рукописном отделе Института мировой литературы. Текст содержал разночтения с автографом 1901 года (например, вместо «Не потому, что от Неё светло» — «Не потому, чтоб от неё светло»), которые Фёдоров квалифицировал как явные описки. Для третьего издания книги «Стихотворения и трагедии» (1990) он восстановил текст стихотворения, применив метод конъектуры.
Существенное отличие текста стихотворения, опубликованного в третьем издании «Стихотворений и трагедий», от предшествующих изданий — в строке «Я у Неё одной ищу ответа» (в первом и втором изданиях соответственно — «Я у Неё одной молю ответа»).

## Жанровые особенности. Истоки
Стихотворение относится к жанру литературной миниатюры, озаглавлено в традиции произведений начала XIX века. И. Анненский здесь обратился к поэтической манере, зародившейся во Франции, для которой характерно проявление изысканной точности слова, и которую филолог И. Альми назвала «искусством высокого остроумия». До Аненнского такой стиль, близкий «светской болтовне», воспроизвёл А. С. Пушкин в рамках большого жанра — романа в стихах «Евгений Онегин». Также отмечалось сходство «Среди миров» с пушкинским «Я вас любил…» (1829). Так, по мнению литературоведа В. Баевского, кроме количества строк и стихотворного размера, эти произведения объединяют некоторые лексико-грамматические и семантические особенности. В обоих, считал литературовед, речь ведётся о возлюбленной лирического героя и об испытываемом им чувстве ревности, в обоих лирический герой уверяет себя, что не любит (или почти не любит) её, и в обоих же даёт понять, что на самом деле любит «всем существом».
Позже в этой же поэтической манере несколько стихотворений-миниатюр написал Ф. Тютчев, с одним из которых — «Как дымный столп светлеет в вышине…» (1849) — впоследствии по строю оказалось схоже «Среди миров». В стихотворении Тютчева «во имя истины» отрицается утверждение, не лишённое верности, но при этом очевидное, граничащее с банальностью. Продолжив эту «интеллектуальную игру» Тютчева, Анненский осложнил её характер. Так, основной пафос «Среди миров», по Альми, — тяга к абсолюту, ради которого отвергается то, в чём обычно видят проявления позитива, но что «бледнеет перед лицом неизречённого». Поэт А. Кушнер отмечал в произведении Анненского влияние поэтической традиции графа А. Толстого: к тексту «Среди миров», по его мнению, «тянется ниточка» от стихотворения «В стране лучей, незримой нашим взорам…» (1856).
По предположению С. Косихиной, источником вдохновения для написания «Среди миров» могла послужить картина «Мадонна звезды» (Madonna della Stella) итальянского художника эпохи раннего Возрождения, доминиканского монаха Фра Анджелико. Анненский познакомился с ней во время своего первого заграничного путешествия, предпринятого летом 1890 года, — поэт посетил тогда несколько городов Италии, в том числе Флорецию. Картину «Мадонна звезды» поэт увидел во флорентийском монастыре Сан-Марко, и она навсегда оставила своё присутствие в его жизни, Анненский часто возвращался к этой картине в своих работах.
Стихотворение «Среди миров» написано размером цезурного пятистопного ямба, который медленно выходил из употребления со второй половины XIX века. На рубеже 1890-х и 1900-х наметилась тенденция усиления цезурного варианта стиха мужской ударной константой — в первую очередь это проявилось в творчестве К. Бальмонта. Аненнский воспринял мужскую цезуру как характерную черту «обновлённого» Бальмонтом пятистопного ямба. В стихотворении «Среди миров» поэт дополнительно подчеркнул сильную мужскую цезуру синтаксически.

## Смыслообразующие принципы
Одна из ключевых особенностей лирики И. Анненского — сложность смыслового строения стихотворных текстов — во многом обусловлена позицией автора, считавшего саму возможность понимания текста различными способами достоинством произведения. Общий подход некоторых исследователей к литературному анализу стихотворения «Среди миров» заключался в обосновании вариантов интерпретации образов и разгадке заложенных смыслов. Другие, наоборот, утверждали принципиальную невозможность окончательной разгадки. Так, писатель П. Вайль замечал, что это стихотворение до конца не понять — можно «только догадаться и попасть». Филолог В. Чалмаев писал, что в нём почти невозможно обнаружить никакой прямой связи с действительностью, потому каждый может искать свою версию ответа. Филолог Е. Панова считала, что сама попытка внести однозначную смысловую определённость «непоправимо разрушит смысл целого», потому важным является не столько конкретная интерпретация, сколько описание смыслообразующих принципов строения стихотворения.
«… Считаю достоинством лирической пьесы если её можно понять двумя или более способами или, недопоняв, лишь почувствовать её и потом доделывать мысленно самому. Тем-то и отличается поэтическое словосочетание от обыденного, что за ним чувствуется мистическая жизнь слов, давняя и многообразная, и что иногда какой-нибудь стих задевает в вашем чувствилище такие струны, о которых вы и думать позабыли».

### Неопределённость и парадокс
Основными смыслообразующими принципами стихотворения Е. Панова назвала модальность неопределённости и парадокс. Принцип модальности неопределённости проявляется в том, что один и тот же элемент текста может быть интерпретирован по-разному: слова Звезда, светила, свет, томлюсь, любил, сомненье передают смыслы разных планов и предполагают множество ассоциаций. Кроме этого, нечётко определены и пространственно-временные координаты происходящего. Так, в стихотворении происходит смена пространственных планов: мироздание в целом сменяется «земным» пространством, а затем сужается до внутреннего пространства лирического субъекта. Принадлежность Звезды одновременно разным пространствам (как небесного тела — мирозданию, как женского образа — земному миру, как символа духовных ценностей — внутреннему миру лирического субъекта) «размывает» границы этих миров, создаёт эффект их совмещения. Несмотря на то, в стихотворении последовательно выдерживается грамматический временной план настоящего (большая часть глаголов — именно в этом времени, две безглагольных конструкции — сомненье тяжело и не надо света — имеют значение настоящего, а единственный глагол в форме прошедшего несовершенного любил подчёркивает не временной аспект, а скорее, значение гипотетичности), тем не менее словосочетание повторяю имя, кроме семантики настоящего актуального, несёт в себе и значение повторяющихся действий, типичности. Это дополнительное значение указывает на неопределённость формы настоящего времени и воспринимается как описание универсальных закономерностей. Модальность неопределённости усиливается также имплицитным применением оппозиций («небо — земля», «свет — тьма») — заложенные в них традиционные поэтические противопоставления здесь либо «снимаются», либо нейтрализуются, давая широкие возможности для истолкования.
Принцип парадокса проявляется в дважды применённом эффекте обмана читательского ожидания, в результате чего отчасти нарушается интонационно-синтаксическая «плавность» стихотворения, которая соответствовала бы традиционному для поэзии лексическому составу текста. Такой эффект достигается путём применения синтаксической конструкции «не потому … а потому», в которой, как считает Панова, заложена скрытая полемичность, когда происходит не «отбрасывание» другого мнения, а иная расстановка акцентов: элементарная логика отрицается во имя утверждения более сложных семантических связей. В результате углубляется ёмкая многоплановость символа Звезды — в этом филолог видит индивидуальную неповторимость И. Анненского в разработке символа.

### В первом четверостишии
Е. Панова прослеживает воплощение смыслообразующих принципов в тексте стихотворения — как «линейное развёртывание смысла». Так, словосочетание Среди миров, вынесенное в его заглавие, имеет семантику предельно неопределённого пространства, и слово мир во множественном числе здесь многозначно — оно настраивает на широту ассоциаций и неоднозначность восприятия. Его значение сужается и конкретизируется уже в первой строке: конструкция в мерцании светил выдвигает на первый план космологическое понимание (отдельная часть мироздания, Вселенной), а также указывает на временную определённость — здесь рисуется картина звёздной ночи. В первой строке намечаются два важных мотива стихотворения — мотив света и «натурфилософский» мотив, настраивающий на размышления о мироздании и бытии. Во второй строке появляются «герои» стихотворения — Звезда и лирический субъект, выраженный местоимением я и глагольной формой первого лица (повторяю). С одной стороны, слово Звезда входит в ту же тематическую группу, что и «миры — светила», «подхватывая и поддерживая» оба мотива первой строки. С другой стороны, оно написано здесь с заглавной буквы, что является сигналом олицетворения или символического использования. Поэтому при восприятии слова имя читатель уже колеблется между двумя вариантами — собственно наименованием астрономического объекта и «личным названием человека». Во второй строке обозначаются новые мотивы стихотворения — мотив удалённости Звезды от лирического субъекта (что присутствует в прямом номинативном значении слова «звезда»), вносящий дополнительный оттенок её недоступности, недостижимости, и мотив порыва, влечения лирического субъекта к Звезде (что находит выражение в молитвенном обращении к ней — повторяю имя). Так у читателя возникает представление о Звезде как о женском образе (олицетворении женского начала), символе любви, а «сквозь» космологический план, который здесь полностью не исчезает, уже «просвечивает» антропологическое значение. При этом происходит переход от многомирия к единомирию, что выражено и грамматически (множественное число «миров — светил» меняется на единственное число Звезды), и лексически (одной Звезды в значении «единственной»).
В следующих двух строках, как будто предвидя смоделированное читателем понимание ситуации как любовного сюжета, Анненский «обманывает» такие ожидания и смещает акцент («Не потому, чтоб я Её любил»), выдвигая на первый план другое объяснение («А потому, что я томлюсь с другими»). Это свидетельствует о том, что речь идёт о более сложном переживании лирического субъекта, и весь последующий текст строится как его рефлексия в попытке понять свои чувства. С одной стороны, относящиеся к сфере личности глаголы «любить» и «томиться» ослабляют космологический план понимания, который ещё сохранялся во второй строке, и наоборот, усиливают персонификацию женского образа. С другой стороны, словосочетание томлюсь с другими (последнее — снова во множественном числе) возвращает к началу стихотворения — к мирам с их широтой ассоциаций: поэт здесь осуществляет «обратный семантический ход» — от сужения и определённости значения к его расширению и неопределённости. И тогда под другими, по мнению Пановой, уже не следует понимать исключительно «других людей» («других женщин»). Соответственно семантика Звезды также теряет предметно-логическую определённость и теперь не сводится к символу только любовного чувства. Мотив томления с другими Панова интерпретирует в общем как экзистенциальный мотив мучительности обыденного существования — один из основных в лирике Анненского. В этом понимании Звезда становится явлением онтологическим — недостижимым идеалом или одним из миров, в котором лирический герой ищет спасение, и который противостоит несовершенству жизни, даёт ощущение полноценности бытия. Такими идеалами (мирами), кроме любви, могут быть также обретение своего места в мире, творчество, вера и другие высшие ценности.

### Во втором четверостишии
В первых двух строках второго четверостишия персонификация женского образа снова выходит на первый план: строка «Я у Неё одной молю ответа» повторяет мотив молитвенного обращения — в ней предполагается ответ, значит, подразумевается диалог, а само местоимение Неё написано с заглавной буквы. Другие, абстрактные понимания Звезды здесь «отступают»: так, словосочетание сомненье тяжело выступает иным семантическим выражением экзистенциального мотива «томления с другими». Происходит своеобразный синтез эмоционального и рационального: «томление» Панова определяет как эмоциональное состояние, которое в интеллектуальной сфере выражается как «сомнение». Две последние строки стихотворения возвращают к концу первого четверостишия: снова происходит обман читательских ожиданий, и акцент смещается с «ожидаемого» («потому, что от Неё светло») к «неожиданному» («потому, что с Ней не надо света»). Вновь возникает мотив света, намеченный в первых строках стихотворения: основные значения наречия светло и существительного свет отсылают к прямому номинативному значению слова «звезда» как небесного тела, светящегося собственным светом. А в последней строке прямые, переносные и символические значения слова «свет» объединяются, что возвращает читателя к заглавию и, «с одной стороны, оставляет впечатление гармоничности строения целого, а с другой — даёт новую загадку и новый толчок к размышлениям, что всегда свойственно парадоксу».

## Интерпретации

### Связь с биографией
В попытке разгадать смыслы стихотворения «Среди миров» исследователи, в первую очередь, обращались к биографии И. Анненского. Так, в частности, культуролог Ю. Безелянский, отметив «удивительную чистоту» стихотворения и музыкальность его строк, «космическую возвышенность и одновременно земную безнадёжность», указывал, что истоки этого лежат именно в обстоятельствах жизни поэта. В частности, ранняя болезнь сердца отторгнула мальчика и юношу Анненского от сверстников, оставив в одиночестве. Увлекшись изучением античной мифологии, истории и литературы, будущий поэт «с головой ушёл» в этот мир. Филолог А. Комиссарова обращала внимание также на мировоззренческие противоречия поэта, заявившего в личной переписке о том, что он «потерял бога и беспокойно, почти безнадёжно» искал оправдания для того, что ему казалось «справедливым и прекрасным». По мысли филолога, трагические поиски веры вызывали у Анненского глубокие душевные страдания, тоску, одиночество и в результате привели к физической смерти. Его лирический герой — мятущийся субъект, он одинок, осознаёт призрачность жизни, чувствует усталость от неё и стремится к небытию. Звезда же в стихотворении символизирует «любовь как отдохновение от суеты без порывов и показных восторгов». Вместе с тем, авторская модальность этого символа, утверждала Комиссарова, здесь может и меняться: блеск звезды у поэта равен лишь мигу в бесконечности — так Анненский способен иронизировать над стремлением к недостижимым идеалам, воплощённым в символе.
Литературовед В. Киктенко также отмечал отношение Анненского к повседневной жизни как к «омуту», при этом сфера культуры была для поэта «живой ниточкой», «и Вечностью, и Личностью, и Человечностью в одном лице». В этой связи литературовед указывал на написанное за несколько лет до «Среди миров» стихотворение «Я на дне». Его лирический герой «лёжа печальным обломком» на дне тоскует о «Целом», частью которого он был. Этим целым является «Андромеда с искалеченной белой рукой» — знаменитая статуя из Екатерининского парка в Царском Селе. В данном контексте Киктенко считал образ Андромеды знаковым. Согласно древнегреческому мифу, Андромеда была принесена в жертву морскому чудовищу — после смерти её именем было названо одно из созвездий северного полушария звёздного неба. Упомянув о том факте, что Анненский прекрасно разбирался в древнегреческой мифологии, литературовед предположил, что поэт любил «глубоко соприродный» ему мотив Андромедовского мифа, поэтому зашифровал под Звездой в стихотворении «Среди миров» именно имя Андромеды.
В контексте личной истории Анненского стихотворение можно понимать и как некое подведение итогов, обобщение жизненного опыта: «принимаю всё как есть, довольствуюсь малым и в этом нахожу гармонию и покой».

### Другие концепции
Литературовед Е. Беренштейн подходил к анализу стихотворения «Среди миров» с позиции концепта двойника, широко распространённого в мировой литературе. Так, внутренний мир лирического героя И. Анненского наполнен множеством двойников (существований или «личин») — найти границу между ними и истинным «ликом» практически невозможно. Одна Звезда в стихотворении — это, по существу, Alter ego в модусе «лика», а другие — это различные собственные «личины» или миры. По мнению Беренштейна, речь о «других людях» в стихотворении не идёт, поэтому оно «категорически» не о любви, а о стремлении узнать себя, поиске своего истинного «я» среди других миров. В этом смысле последнюю строку (потому, что с Ней не надо света) следует понимать так, что всякий «свет» или «светила» «до бесконечности умножает количество „личин“, за которыми невозможно найти подлинный „лик». Филолог А. Боровская интерпретировала текст стихотворения «Среди миров» как диалог внутри сознания. Этот диалог создаётся постоянной изменчивостью картины мира, сложной системой опосредования автора, активизацией внесубъектных форм выражения авторского сознания — музыкальной интонации и стилистических фигур.
Часто под Звездой понимается сама поэзия. Именно на это указывает анализ литературной «переклички» с другими стихотворениями автора со сходными загадочными образами (Она в стихотворении «Поэзия», героиня «Сиреневой мглы» и др.). Звезда интерпретируется как символ софийного образа в духе Платона и В. Соловьёва, как олицетворение Бога и Stella maris (с лат. — «Звезды морей») — Девы Марии в католической традиции и одновременно Полярной звезды, наконец, как воплощение смерти. По мнению драматурга С. Медведева, в стихотворении «Среди миров» Анненский угадал «универсальную формулу человеческой жизни». Это произведение о любви, о надежде, о вере (о её поисках), об одиночестве, об индивидуальности жизненного пути, о «каком-то печальном» компромиссе. Звезда в этой формуле — независимая переменная величина («икс»), потому для каждого человека такой Звездой могут быть совершенно разные вещи.

## Влияние. В культуре
«… Всё по отдельности в этом стихотворении разрушительно для поэзии: псевдозначительность заглавных букв и местоимений, набившие к той поре оскомину «миры» и «светила», сомнительная в своей выспренности «Звезда», убогие «томленья» и «сомненья», жалкие рифмы <…> — во времена стихотворно-технических новаций и экспериментов. Наконец, чудовищное косноязычие <…> Всё так. Но почему же родился лирический шедевр, перл создания, как говорили в старину?».
Стихотворение «Среди миров», предположительно, является самым известным произведением И. Анненского. При различии подходов к его оценке литературоведы признают стихотворение поэтическим шедевром. Некоторые его строки закрепились в обиходном языке, были включены в сборники популярных цитат. Так, в книге «Цитаты из русской литературы», подготовленной культурологом К. Душенко, приведены фразы «Не потому, что от неё светло, // А потому, что с ней не надо света». Журнал «Русский репортёр» поместил строки «Среди миров, в мерцании светил // Одной звезды я повторяю имя» на 53 позицию из 100 в перечне самых популярных в российском обществе поэтических строк, составленном по итогам социологического исследования 2015 года.

### В поэзии
Стихотворение оказало значительное влияние на поэта Вс. Рождественского, породив сразу несколько отражений в его произведениях. Так, стихотворение «Звезда» (1966), как и у И. Анненского, строится на мотиве уникальности и единственности образа звезды, однако, в отличие от «Среди миров», оно целиком и полностью принадлежит к любовной лирике. Откликом на начальные строки стихотворения Анненского здесь является композиционный приём завершения каждой строфы рефреном «Одну тебя, одну тебя». В обоих стихотворениях выражен мотив постоянства чувства на фоне мерцающей, подвижной (суетной) реальности, который у Рождественского усиливается за счёт торжества силы любви, над которой не властны ни суета жизни, ни смерть. Отсылки к стихотворению «Среди миров» содержатся и в стихотворении «Памяти Ин. Анненского» (опубл. в 1980). Здесь символика таинственной звезды, заданная Анненским, разворачивается в нескольких смысловых наполнениях: звезда как обещание постижения «тайны тайн», звезда как бессмертная душа самого И. Анненского, запечатлевшаяся в его лирике, и звезда как символ любви, оправдывающей и являющейся смыслом земного человеческого существования. Мотив восприятия поэтического наследия Анненского развивается именно как постижение его стихотворения «Среди миров», которое в свете такого композиционного решения, словами филолога Н. Налегач, становится символом «тайного очарования поэзии И. Анненского, самой её сути, центром его поэтической системы, разыгрывающим образность звезды как светила».
Поэт С. Галкин признавался, что стихотворение «Среди миров» Анненского казалось ему «потолком», своё стихотворение «Звезда» (1936) он считал попыткой «пробить потолок». Поэт А. Кушнер в стихотворении «Ветвь» (1975) обращался к фигуре Анненского (посвящение в эпиграфе, кроме этого, образ поэта угадывается в строке «Царскосельский поэт с гимназической связкой тетрадей»), а в образе «бессонной звезды» заключил аллюзию на Звезду из стихотворения «Среди миров». Поэт В. Русаков стихотворение «Бессонница, и я твержу в ночи…» организовал как диалог с произведениями Анненского, в котором присутствует «Одной звезды таинственное имя», а сама ритмическая композиция отсылает к стихотворению «Среди миров». Прямая отсылка к нему содержится также в стихотворении «Прощание» поэтессы А. Векслер.

### В театре и музыке
В начале XX века стихотворение декламировал со сцены актёр В. Максимов. Позже музыку на его слова написал известный русский и советский эстрадный артист А. Вертинский, в исполнении которого в 1910-е годы этот романс приобрёл наибольшую популярность. Со временем в общественном сознании стихотворение Анненского стало восприниматься «через призму» исполнения Вертинского, многие слушатели ошибочно считали его также и автором текста. Вертинский назвал романс «Моя звезда» и изменил в тексте первого четверостишия последнюю строку: «А потому, что мне темно с другими» вместо «А потому, что я томлюсь с другими» у Анненского. Как предполагала Е. Панова, в данном случае исполнитель «поддался провокации» ожидаемого и предсказуемого понимания, тем самым упростив и исказив смысл, изначально заложенный поэтом.
Романс «Моя звезда», по мнению искусствоведа К. Рудницкого, как бы «венчал собою» всю романтическую тему в репертуаре Вертинского: «в нём сконцентрировалась тоска по идеалу — не выбранному по прихоти ума или сердца, а просто необходимому, чтобы жить». В исполнении Вертинского романс звучал надменно и гордо, он выпевал слова с почти надмирной отрешённостью: «надежды нет, идеал сведен до величины отрицательной (он не любим, от него света нет), и всё-таки существование без идеала немыслимо».
После Вертинского романс исполняла И. Юрьева. В своём заявлении в цензурный орган в 1927 году Юрьева просила разрешения для исполнения в новой программе Московского Мюзик-холла «старинных романсов», в числе которых было упомянуто произведение «Средь миров». Редактура тогда дала разрешение сроком на один год, «пока не будут подготовлены произведения, созвучные времени», отметив, что указанные в заявлении романсы — «исключительный по пошлости и мещанству репертуар».
В 1940—1945 годах композитор Ю. Шапорин сочинил вокальный цикл «Элегии» для голоса и фортепиано на стихотворения русских поэтов XIX—XX веков, включая «Среди миров» Анненского. Первое исполнение цикла состоялось 15 мая 1946 года в Московском доме композиторов (вокал — Т. Талахадзе, фортепиано — М. Вейнберг). В отобранных композитором стихотворениях звучат мотивы одиночества и печали в разлуке. Настроение стихотворения «Среди миров» передано светло и изящно. Внешне по средствам выразительности оно напоминает романс: те же синкопированные аккорды у фортепиано и «парящая» над ними вокальная партия. Синкопы здесь звучат легко и подвижно, мелодия — песенно-распевная.
Музыку на стихотворение «Среди миров» написал и исполнял романс бард А. Суханов. В числе других исполнителей романса (по:, кроме отдельно указанных источников) — Г. Виноградов, З. Долуханова, М. Изергина, В. Ободзинский, Н. Сличенко, В. Агафонов, Г. Каменный, Д. Сухарев, В. Высоцкий, Б. Гребенщиков, А. Баянова, О. Погудин, А. Широченко.